# Слов'янська есхатологія
Слов'янська есхатологія — уявлення про кінець світу в слов'янських народів.
Найцікавіші про кінець світу походять з Підкарпаття (записи кінця XIX — початку XX ст.). Ось одне з них:
|  | Півтретя року перед кінчиною світу має урватись той прикований Горгон (Сатана), і Ілія зійде на землю. Два роки вони оба ходитимуть по сім світі і не здибатимуться — аж у тім (останнім) півроці. Горгон тоді буде намовляти, аби люди не вірили Ілії. Тоді буде голод, люди будуть падати з голоду, мерти; він (Сатана) буде возити питє й їду: хто буде у нього їсти і пити, той буде його. Ілія буде казати людям: «Перетерпіть, будете збавлені, як умрете — будете щасливі; абисьте не відважилися їсти!» В тім півроці здибається із Ілією. Горгон уб'є Ілію, заріже, а тоді настане темнота від 6-ї до 9-ї; то стане ся у велике пущення. Від крові (Ілії) світ займеться і перегорить, громи загримлять, земля потрясеться... Горгон піде до свого «раю», де пекло народ збудував, і нарід його сам розширює й звужує. Тоді кип-кип (метушня) наступить, впаде Сонце, Місяць, зорі, стане темнота — а ніхто не знає, що потім |

Найбільше таких переказів надруковано у збірках Володимира Гнатюка та Володимира Шухевича.
Карпатські легенди стверджують, що природа сама віщує загибель світові, бо перестане родити хліб, повсихають джерела, «сим років ни будет жадного плоду, ни межи людьми, ни межи маржинов, ни межи збіжом, хлібом, ни паші, будет голод ужесний».
Одначе кінець світу має й морально-етичні причини, на які свого часу звернув увагу Михайло Грушевський: занепад родинних стосунків, розклад громадської солідарності: «…буде ворогувати цар на царя, брат на брата, отець на сина, син на вітця і всі люде зненавидяться».
Що ж до мотивів затримання планетарної катастрофи, то вони пов'язуються в основному з весняною обрядовістю, зокрема Великоднім циклом. Гуцульська легенда повідомляє: кінця світу не буде за умови, якщо діти ходитимуть у кожний четвер за кукуцами. У нашому випадку йдеться про обрядовий хліб, яким обдаровували дітей у Живний четвер. Етнографи зафіксували його роздачу не тільки цього дня, а й у Великодню суботу. Обдаровування кукуцами у названі дні відбувається не даремно, адже Великдень — це давнє свято весни. З її приходом набирає сили Сонце, яке дає все, що так необхідне рільникові, для котрого настають «великі дні». Отож доки уславлятимуться Сонце, хліборобство, доти не буде кінця світу.
До великодньої обрядовості належить також інший мотив затримання кінця світу. Знову ж на Гуцульщині вірять: катастрофи не станеться, якщо люди писатимуть писанки. Цей момент потребує деякого пояснення. Дослідники, які студіювали писанки, зійшлися на тому, що саме яйце є давнім символом джерела життя, джерела Всесвіту і сприймається як міфопоетичний образ плодючості. Етнографи зазначають, що основним у розписах гуцульських писанок було і, зрештою, залишається зображення Дерева життя. Останнє слід розцінювати як опозицію до Дерева смерті, набагато менше поширеного в народі. Таким чином, писанка як символ родючості стоїть на перешкоді кінця світу.